# Beatyfikowani i kanonizowani przez Aleksandra VIII
Beatyfikowani i kanonizowani przez Aleksandra VIII – święci i błogosławieni wyniesieni na ołtarze w czasie pontyfikatu Aleksandra VIII.

## 1690
10 czerwca
- Bł. Kinga (zatwierdzenie kultu)

16 października
- Św. Jan Boży
- Św. Jan z Sahagún
- Św. Paschalis Baylón
- Św. Wawrzyniec Iustiniani